# Picralima
Picralima és un gènere monotípic de fanerògames de la família de les Apocynaceae. Conté una única espècie: Picralima nitida. És originària de l'oest de l'Àfrica tropical fins a Uganda.

## Descripció
Són arbres o arbustos que arriben a una grandària de 4-35 m d'alçada. Tenen una densa capçada i un tronc amb 5-60 cm de diàmetre, cilíndric, amb una fusta molt dura. Les fulles són peciolades; amples i estretes a la base, el·líptiques de 10-27 cm longitud, 1,9-13 cm ample. El pecíol de 10-22 mm longitud. La inflorescència de 6-10 cm longitud, amb 12-36 flors. El peduncle de 2-37 mm longitud, amb bràctees petites; corol·la tubular verdosa, 14,5-21 mm longitud, amb llops blancs o grocs de 13,5-30 mm longitud, 5,5-10 mm ample. Els fruits són de color groc o taronja, de 8-15 cm longitud, 13-14 cm de diàmetre.

## Taxonomia
El gènere va ser descrit per (Stapf) T.Durand i H.Durand i publicat a Annales du Jardin Botanique de Buitenzorg 12: 251. 1895.
Sinonímia
- Tabernaemontana nitida Stapf, Bull. Misc. Inform. Kew 1895: 22 (1895). basónimo
- Picralima klaineana Pierre, Bull. Mens. Soc. Linn. Paris 2: 1279 (1896).
- Picralima macrocarpa A.Chev., Explor. Bot. Afrique Occ. Franç. 1: 428 (1920), nom. nud.[4]